# Abadía de Épeau
La Abadía de Nuestra Señora de Épeau, es un antiguo monasterio cisterciense de principios del siglo XIII, también priorato, situado en el municipio de Donzy (Nièvre). Está clasificado como un monumento histórico desde 1927.

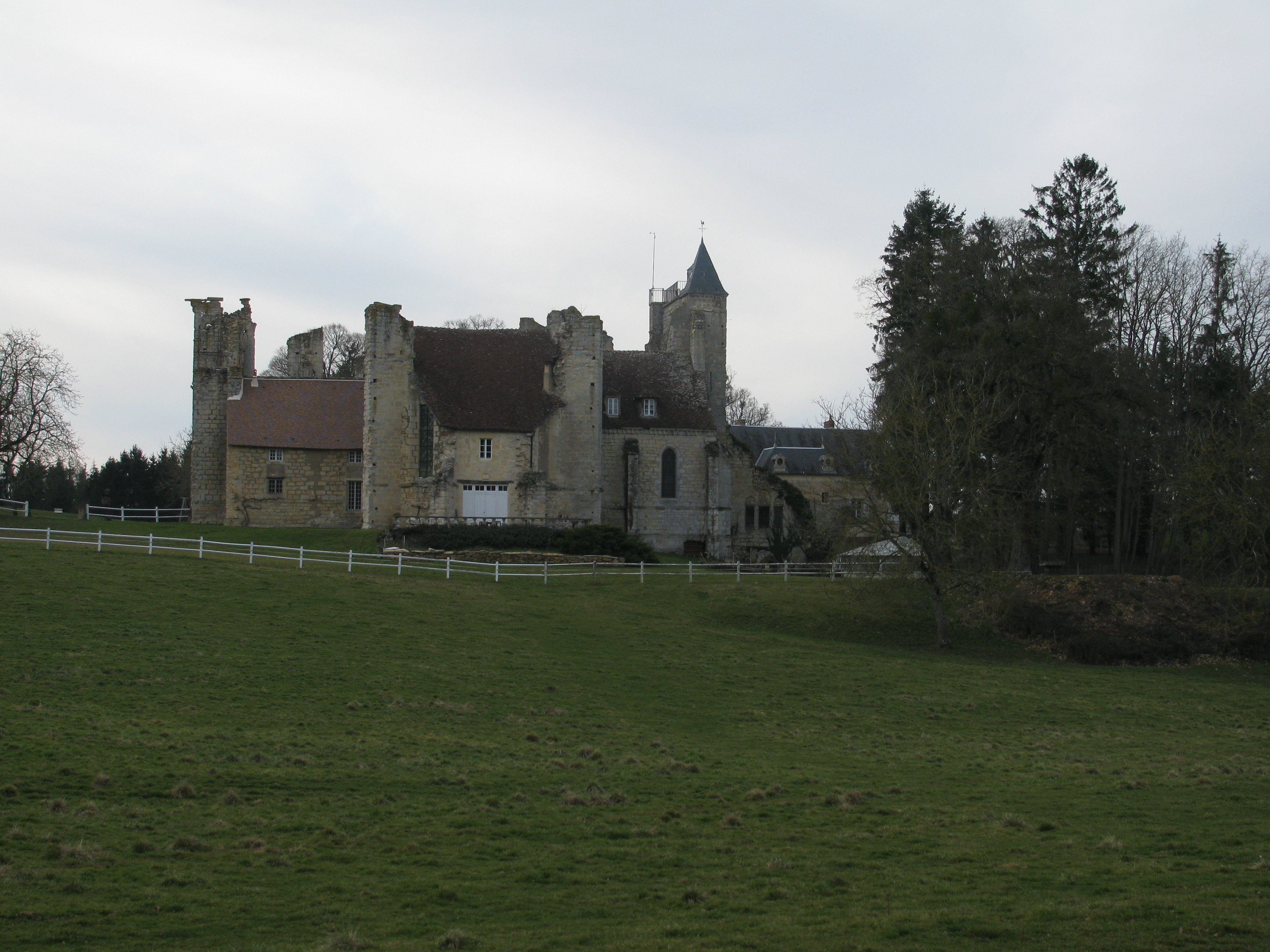
N.ª S.ª de Épeau

La abadía fue fundada en 1214 por el Barón Donzy, Hervé IV de Donzy, conde de Nevers y su esposa Mahaut Courtenay. Casados a pesar de ser una unión entre parientes prohibida por la iglesia, Inocencio III la terminó aprobando a cambio de la donación a la Iglesia de tres monasterios, este entre ellos.
Esta abadía fue ocupada en dos ocasiones: en 1568 por los soldados de Casimir Wolfgang de Baviera, duque de Deux-Ponts, que recorría el país para unirse al ejército protestante en el Limousin; saqueraron la abadía. De nuevo saqueada e incendada, el 18 de septiembre de 1569, por los protestantes de La Charité-sur-Loire al mando del capitán Bois De Merille, que mataron al prior Jean Mignard, el 20 de septiembre de 1569, y a diez sacerdotes de las parroquias circundantes. Marcharon de la zona de San Bartolomé en 1572. Después de estos acontecimientos, las ruinas que quedan de la iglesia dan una idea de la importancia de esta abadía.
Los priores comendatarios no se ocupan más que de su beneficio. Uno de ellos incluso vende la techumbre. En la década de 1760, durante una visita pastoral, Jean-Baptiste-Marie Champion de Cice (1760-1801), el último obispo de Auxerre, encontró el lugar en ruinas así que puso la abadía en venta. Las ruinas de la abadía fueron adquiridas por el señor de la Barre en 1773, quien en compañía de su hija toma posesión en 1774, y las transmite a sus descendientes hasta hoy. El propietario actual, Christine Genouillace, organiza espectáculos de luz y sonido.
La comunidad religiosa seguía una original regla que combinaba las prácticas vigentes de los benedictinos, cistercienses y cartujos.
Los actuales propietarios permiten las visitas previa cita (oficina de turismo de Donzy).

## Arquitectura
La iglesia en ruinas es gótica de la primera mitad del siglo XIII. Gran nave de 53 metros delargo, y 39 metros de altura en la linterna del crucero. El transepto izquierdo hoy es una capilla. Han desaparecido las paredes del crucero derecho y los pilares de la nave. En lugar del coro está ocupado por una vivienda.

## Abades y priores (algunos)
- Hasta 1506: Pierre de La Fin, abad de Pontigny y primer comendador de Épeau près Donzy.
- Enero 1507: El obispo de Auxerre, Jean III Baillet, encarga al cura Pierre de Piles presidir la elección del nuevo prior de Épeau.[3]
- ?-1569: Jean Mignard, prior.
- 1736 : Michel-Celse-Roger de Bussy-Rabutin, obispo de Luçon.[4]